# Rio Diecine
Il rio Diecine è un torrente della Toscana, facente parte del bacino imbrifero dell'Ombrone Pistoiese.
Nasce sulle colline del comune di Pistoia, precisamente in località Germinaia. Attraversa veloce le ormai esigue campagne a nord di Pistoia a valle degli storici agglomerati dei Corsini Bianchi e Corsini Neri e, dopo un percorso sotterraneo ai cimiteri, confluisce nel torrente Brana nella zona di Sant'Agostino, sovraccarica di industrie.

Il torrente lungo circa 10 km, ha acque fresche e cristalline che vengono però contaminate quando giunge alle porte di Pistoia. Attraversando il quartiere Le Fornaci, il ruscello riceve tutti gli scarichi delle case popolari della zona, poi, sottopassando il cimitero, viene inquinato ulteriormente dagli scarichi della zona industriale. Al momento di congiungersi col torrente Brana, le sue acque sono del tutto prive di vita.